# Carex millsii
Espèce
Classification phylogénétique
Carex millsii est une espèce des plantes du genre Carex et de la famille des Cyperaceae.